# Oxychloris scariosa
Oxychloris scariosa là một loài thực vật có hoa trong họ Hòa thảo. Loài này được (F.Muell.) Lazarides mô tả khoa học đầu tiên năm 1984 publ. 1985.